# Castellar de la Frontera
Castellar de la Frontera este un municipiu în provincia Cádiz, din comunitatea autonomă Andaluzia, Spania cu o populație de 2.642 locuitori.
1. ↑   https://www.europasur.es/castellar/cumpleanos-frontera-celebra-aniversario-Pueblo-Nuevo-fiesta_0_1696331016.html Lipsește sau este vid: |title= (ajutor)
2. ↑  Nomenclátor Geográfico de Municipios y Entidades de Población (20240402 edition)